# Igreja de São Luís

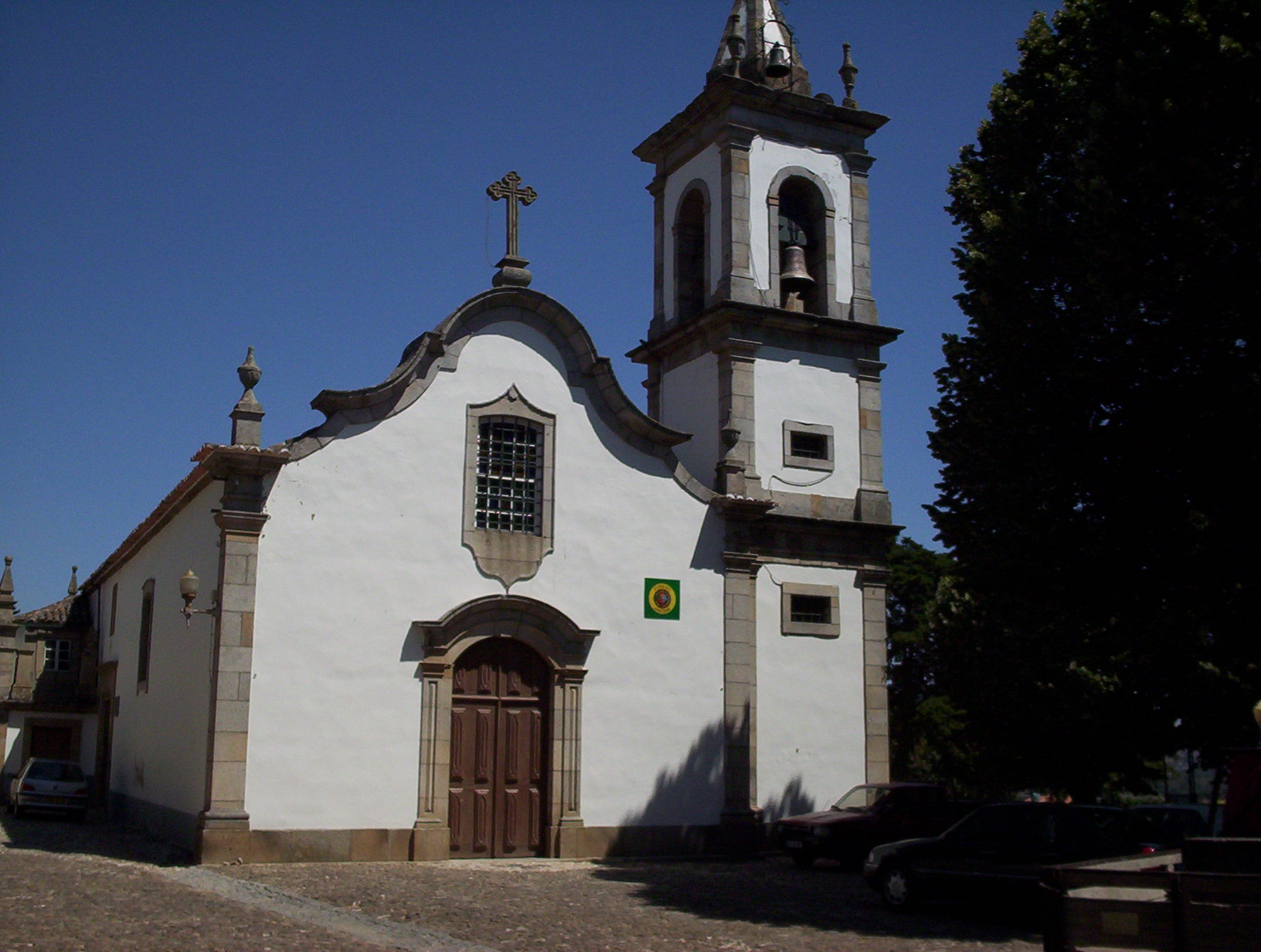
Igreja de São Luís

A Igreja de São Luís, também referida como Antiga Sé de Pinhel, Igreja de São Luís, matriz de Pinhel, Igreja Matriz de Pinhel e Mosteiro de São Luís de Pinhel, é um templo cristão que se encontra no Largo D. Cristóvão de Almeida Soares, na cidade de Pinhel, sendo contígua à Igreja da Misericórdia de Pinhel.
A Igreja de São Luís está classificada como Imóvel de Interesse Público desde 2012.

## História
A fundação da Igreja e Convento de São Luís remonta ao ano de 1596. 
A Igreja Matriz de Pinhel foi edificada no século XVI como capela do antigo Convento das Clarissas de S. Francisco fundado por Luís de Figueiredo Falcão, e foi a Sé Catedral de Pinhel. 

## Arquitetura
É uma igreja ecléctica de planta longitudinal, sendo constituída por elementos seiscentistas (portal e nave única), por elementos oitocentistas (portal em arco, torre sineira e as janelas em arco) e por elementos atuais, como o coro-alto.
Apresenta talha barroca no altar-mor, teto em caixotões e paredes forradas a azulejos seiscentistas policromados. Tem um púlpito artístico. 
Foi classificada como Imóvel de Interesse Público em 2012.